# Óscar Zea Choquechambi
Óscar Zea Choquechambi (Taraco, Puno, 13 de agosto de 1973) es un profesor, ganadero y político peruano. Se desempeña como congresista de la república para el periodo 2021-2026 y fue ministro de Desarrollo Agrario y Riego, desde el 8 de febrero hasta el 22 de mayo de 2022, en el gobierno de Pedro Castillo.

## Biografía
Nació el 13 de agosto de 1973, en Taraco, en la provincia de Huancané, del departamento de Puno. 
Se licenció en Ciencias de la Educación en la Universidad Nacional del Altiplano de Puno en 1998. En 1999, ingresó a la docencia en la Escuela Secundaria de Pomaoca.
Desde 2015 se viene desarrollando en el sector privado como gerente general de la empresa agropecuaria Inka Genetics SRL. Así mismo, trabaja como ganadero en Taraco.

## Carrera política

### Congresista
En las elecciones generales de 2021, fue elegido como congresista de la república por el partido Perú Libre en representación de Puno, con 34 450 votos, para el actual periodo parlamentario 2021-2026.
Durante su labor parlamentaria, presentó cuarenta proyectos de ley, cuatro de los cuales fueron aprobados y publicados en el diario oficial El Peruano. Su último proyecto de ley presentado, pero no aprobado, es en particular para modificar y cambiar el nombre del Ministerio de la Mujer y Poblaciones Vulnerables a Ministerio de la Familia y Poblaciones Vulnerables.
Es miembro de la Comisión Agraria y de la Comisión de Economía, Banca, Finanzas e Inteligencia Financiera.
En junio de 2022, anunció su renuncia a la bancada de Perú Libre por «razones de principios y de conciencia» y luego, a pocos días, decidió integrarse a la bancada de Podemos Perú, liderada por José Luna Gálvez. Sin embargo, renunció también a la bancada en diciembre del mismo año y quedando solo como independiente.

### Ministro de Desarrollo Agrario y Riego
El 8 de febrero de 2022, fue nombrado como ministro de Desarrollo Agrario y Riego por el presidente Pedro Castillo.
Se mantuvo en este cargo hasta su renuncia el 22 de mayo del mismo año, cuando fue reemplazado por Javier Arce Alvarado.

## Controversias

### Caso de homicidio
Óscar Zea ha sido investigado dos veces por homicidio. El 13 de marzo de 2022, el programa dominical Panorama reveló que, según un documento del Instituto Nacional Penitenciario, se pidió que él sea recluido por el homicidio de Paulino Zeballos en 1999. No obstante, fue absuelto. También fue acusado por el homicidio de Edwin Parisuaña Quispe, con quien se encontraba bebiendo la noche anterior del 7 de junio del año 2005. Zea se pronunció respecto a las dos acusaciones por homicidio y su respuesta mediante las redes sociales fue que las acusaciones en su contra tienen condición de «cosa juzgada».